# La tía Tula (película)
La tía Tula es una película dramática española; primer largometraje del director Miguel Picazo, inspirado en la novela homónima del escritor Miguel de Unamuno. Contó con la actuación de Aurora Bautista y Carlos Estrada, y se estrenó en 1964.

## Argumento
A la muerte de su hermana Rosa, Tula lleva a vivir a su casa a su cuñado Ramiro y a sus dos sobrinos. La convivencia se hace cada vez más difícil, debido a que un pretendiente de Tula quiere que Ramiro influya sobre ella y facilitar así la boda con su cuñada. Pero Ramiro se siente inclinado hacia Tula y le propone contraer matrimonio. Para buscar una compañía que frene por algún tiempo las pretensiones de Ramiro, Tula se marcha con su cuñado y sobrinos a pasar una temporada a casa de su tío Pedro, en un pueblecito próximo.

## Reparto
- Aurora Bautista: Tula
- Carlos Estrada: Ramiro
- Enriqueta Carballeira: Juanita
- Irene Gutiérrez Caba: Herminia
- Laly Soldevila: Amalita
- José María Prada: padre Álvarez
- Mari Loli Cobo: Tulita
- Carlos S. Jiménez: Ramirín
- Julia Delgado Caro
- Montserrat Julió
- Margarita Calahorra
- Paul Ellis

## Palmarés cinematográfico
20.ª edición de las Medallas del Círculo de Escritores Cinematográficos
| Categoría               | Candidato             | Resultado |
| ----------------------- | --------------------- | --------- |
| Mejor película          | La tía Tula           | Ganadora  |
| Mejor director          | Miguel Picazo         | Ganador   |
| Mejor actriz de reparto | Enriqueta Carballeira | Ganadora  |
| Mejor actor de reparto  | José María Prada      | Ganador   |
| Mejor fotografía        | Juan Julio Baena      | Ganador   |
| Mejor labor musical     | Antonio Pérez Olea    | Ganador   |
| Mejores decorados       | Luis Argüello         | Ganador   |
| Premio Antonio Barbero  | Luis Argüello         | Ganador   |

Premios San Jorge
| Categoría            | Candidato       | Resultado |
| -------------------- | --------------- | --------- |
| Mejor película       | La tía Tula     | Ganadora  |
| Mejor interpretación | Aurora Bautista | Ganadora  |

- Festival Internacional de Cine de San Sebastián
  - Premio San Sebastián a la mejor dirección (Miguel Picazo)
  - Premio Perla del Cantábrico al mejor largometraje de habla hispana